# Ben van Os
Ben van Os (L'Aia, 1944 – L'Aia, 2 luglio 2012) è stato uno scenografo olandese.

## Premi e riconoscimenti
Ha ricevuto due volte la nomination ai Premi Oscar nella categoria migliore scenografia: nel 1994 e nel 2004.

## Filmografia parziale
- Lo zoo di Venere (A Zed and Two Noughts), regia di Peter Greenaway (1985)
- Il ventre dell'architetto (The Belly of an Architect), regia di Peter Greenaway (1987)
- Giochi nell'acqua (Drowning by Numbers), regia di Peter Greenaway (1988)
- Il cuoco, il ladro, sua moglie e l'amante (The Cook, the Thief, His Wife and Her Lover), regia di Peter Greenaway (1989)
- L'ultima tempesta (Prospero's Books), regia di Peter Greenaway (1991)
- Orlando, regia di Sally Potter (1992)
- Il bambino di Mâcon (The Baby of Mâcon), regia di Peter Greenaway (1993)
- Il trionfo dell'amore (The Triumph of Love), regia di Clare Peploe (2001)
- La ragazza con l'orecchino di perla (Girl with a Pearl Earring), regia di Peter Webber (2003)
- The Libertine, regia di Laurence Dunmore (2004)